# ベロー・ウッド (空母)
ベロー・ウッド（USS Belleau Wood, CV/CVL-24）は、アメリカ海軍が第二次世界大戦で運用した航空母艦。インディペンデンス級航空母艦の3番艦。当初はクリーブランド級軽巡洋艦の「ニューヘヴン (USS New Haven, CL-76) 」として建造が始まり、1942年2月16日に艦種変更および改名が行われた。小型の島型艦橋と、四本の直立煙突を持つ。
太平洋戦争終結後、冷戦期にフランス海軍に貸与され「ボア・ベロー (Bois Belleau, R97) 」と改名した。フランス海軍航空隊で運用され、第一次インドシナ戦争に参加した。その後、スエズ動乱、アルジェリア戦争に参加したのち、アメリカ合衆国に返還されて退役した。

## 艦歴
「ベロー・ウッド」の艦名は、第一次世界大戦の西部戦線でアメリカ海兵隊（アメリカ外征軍）がドイツ帝国軍の春季攻勢に対し激戦を繰り広げて勝利を得たフランスの地名、ベローの森に由来する。
ニュージャージー州カムデンのニューヨーク造船所で1942年12月6日にトーマス・ホルコム夫人（海兵隊司令官の妻）によって命名・進水し、1943年3月31日にA. M. プライド艦長の指揮下就役した。短期間の整調航海の後、太平洋艦隊に配属され1943年7月26日に真珠湾に到着した。

### 1943年 - 1944年

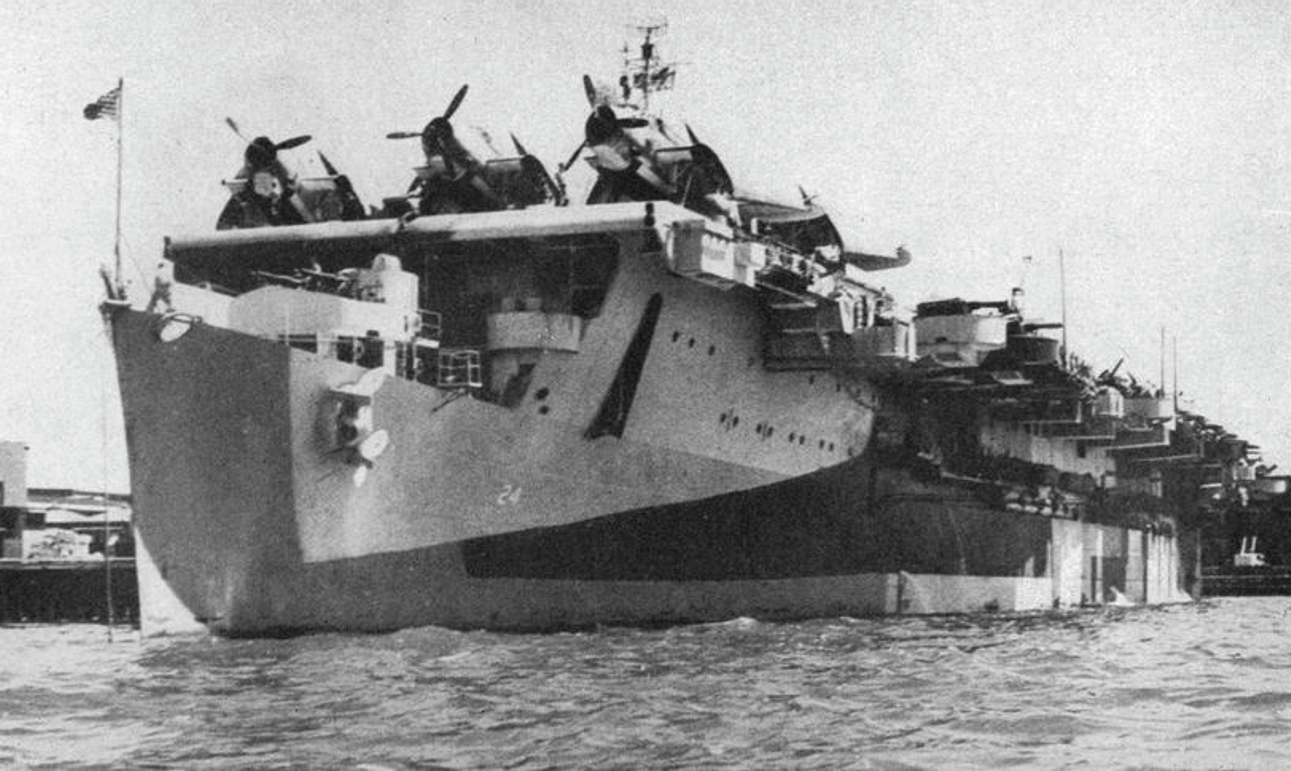
1944年7月撮影

「ベロー・ウッド」は初陣でベーカー島（9月1日）攻撃に参加した後、タラワ（9月18日）、ウェーク島（10月5日、6日）への攻撃に参加、その後第50任務部隊（チャールズ・A・パウナル少将）に加わり、ギルバート諸島攻略のガルヴァニック作戦（1943年11月19日 - 12月4日）に参加した。
1944年から第58任務部隊（マーク・ミッチャー少将）に所属し、ギルバート・マーシャル諸島の戦いとマリアナ・パラオ諸島の戦いに従事した。具体的には、クェゼリン環礁、マジュロ、マーシャル諸島攻撃（1944年1月29日 - 2月3日）、トラック島攻撃（2月16日、17日）、サイパン島 - テニアン島 - ロタ島 - グアム攻撃（2月21日、22日）、パラオ - ヤップ - ウルシー環礁 - メレヨン島攻撃（3月30日 - 4月1日）、ホーランディア、ニューギニア上陸支援のためのサワル、ワクデ島攻撃（4月22日 - 24日）トラック島 - サタワン環礁 - ポナペ攻撃（4月29日 - 5月1日）、サイパン攻撃（6月11日 - 24日）、第一次小笠原諸島攻撃（6月15日、16日）、マリアナ沖海戦（6月19日、20日）、第二次小笠原諸島攻撃（6月24日）に参加した。マリアナ沖海戦で、「ベロー・ウッド」から発進したTBF雷撃機（第21雷撃飛行隊、VT-21）は、SBD急降下爆撃機の爆撃で炎上した空母「飛鷹」に魚雷を命中させ、共同で撃沈した。
真珠湾でのオーバーホール（1944年6月29日 - 7月31日）の後、「ベロー・ウッド」は再び第58任務部隊に加わり、グアム攻略の最終局面に（8月2日 - 10日）参加する。続いて第38任務部隊（ミッチャー中将）に加わり、ペリリュー島攻略支援の南パラオ攻撃（9月6日 - 10月14日）、フィリピン諸島攻撃（9月9日 - 24日）、モロタイ島上陸（9月15日）、沖縄空襲（10月10日）、北ルソンおよび台湾攻撃（10月11日 - 14日）、ルソン攻撃（10月15日、17日 - 19日）を経て、エンガノ岬沖海戦（10月24日 - 26日）にはラルフ・E・デヴィソン少将が率いる第38.4任務群の一艦として参加した。エンガノ岬沖海戦で、本艦もしくはサン・ジャシントの艦上攻撃機は、軽巡「多摩」に魚雷を命中させ、間接的に撃沈においやった。

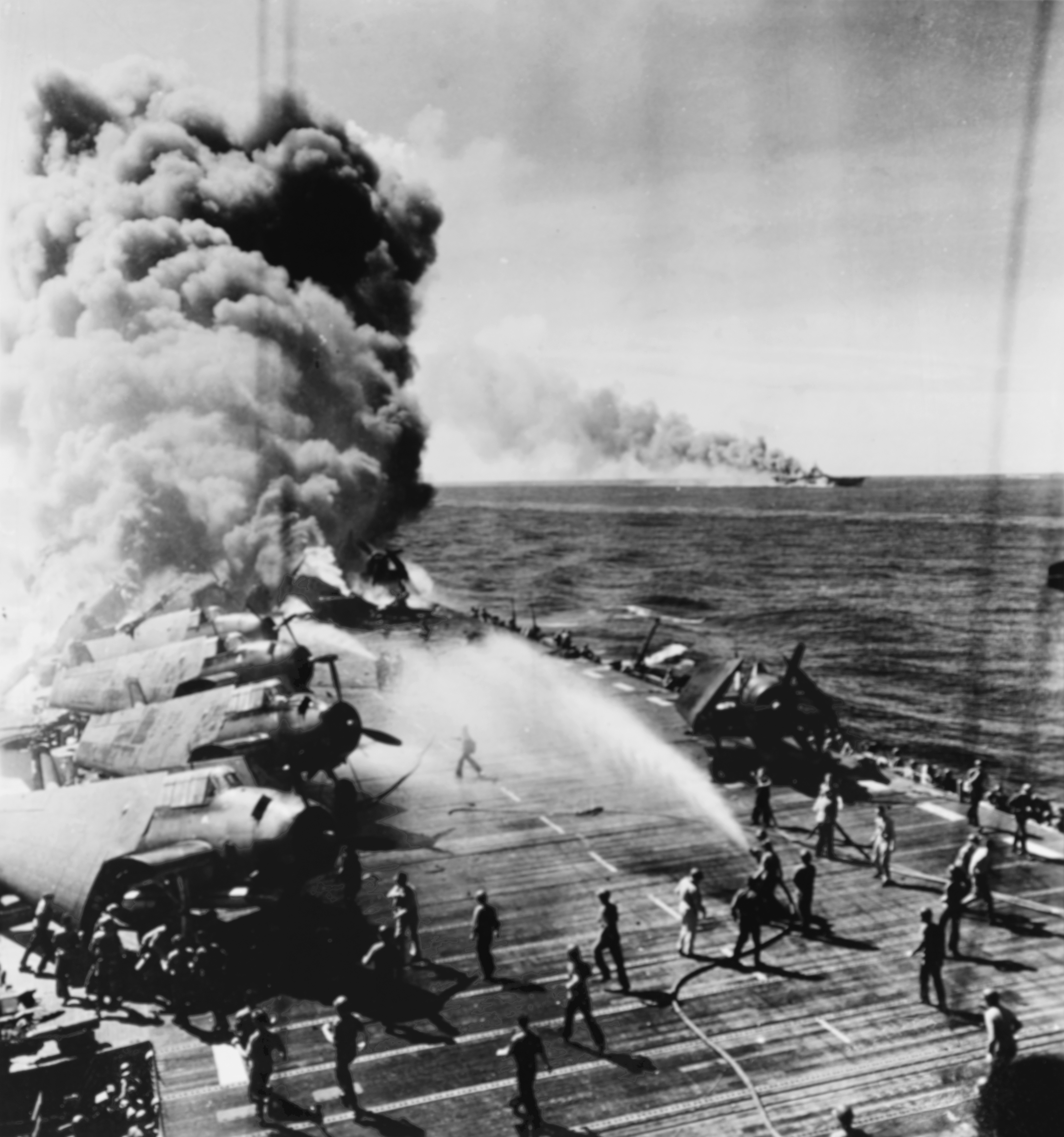
1944年10月30日、炎上中の本艦と、遠方で炎上中の空母「フランクリン」。

10月30日、第38.4任務群はレイテ湾東方をパトロールし、レイテ島の戦いを緊急的に洋上から支援しているところだった。一方、この日の13時30分、神風特別攻撃隊葉桜隊の6機がセブを出撃し、スルアン島沖にいた第38.4任務群に迫っていた。1時間ばかりの後、葉桜隊は第38.4任務群を発見。太陽を背に次々と突入してきた。1機目と2機目を撃墜するが、続く3機が正規空母「フランクリン (USS Franklin, CV-13) 」に突入。1機が命中し2機が至近に落下した。「フランクリン」は炎上し、「ベロー・ウッド」はその様子を撮影していた。6機目も「フランクリン」に突入するかに見えたが、進路を変え「ベロー・ウッド」に突進してきた。この特攻機は飛行甲板後部に激突したが、この時の「ベロー・ウッド」の飛行甲板上は、運悪く発進準備中の飛行機で埋め尽くされていた。突入時の爆発と撒き散らされたガソリンによって火災が発生し、飛行機に装備するため用意してあった爆弾も次々と誘爆した。乗組員92名が死亡または行方不明となったが、決死の消火活動と爆発物投棄を行った結果、最悪の状態から脱することが出来た。また、艦載機のうち、12機が焼失して14機が使い物にならなくなった。「ベロー・ウッド」は「フランクリン」と共にウルシー環礁に後退し、応急修理（11月2日 - 11日）の後、カリフォルニア州ハンターズ・ポイントに向けて出港する。ハンターズ・ポイントには11月29日に到着し、修理及びオーバーホールを行った。
「ベロー・ウッド」と「フランクリン」に対する神風攻撃は、前日10月29日における空母「イントレピッド (USS Intrepid, CV-11) 」に対する初桜隊の攻撃と合わせ、高速機動部隊に対する初めての神風攻撃となった。また、「ベロー・ウッド」と「フランクリン」の戦線離脱で第38.4任務群の航空戦力は半減し、第3艦隊司令長官ウィリアム・ハルゼー大将は神風対策も兼ね、第38任務部隊の編成をこれまで4個任務群だったのを臨時に3個任務群に編成し直し、11月11日に予定されていた東京空襲を中止した。

### 1945年

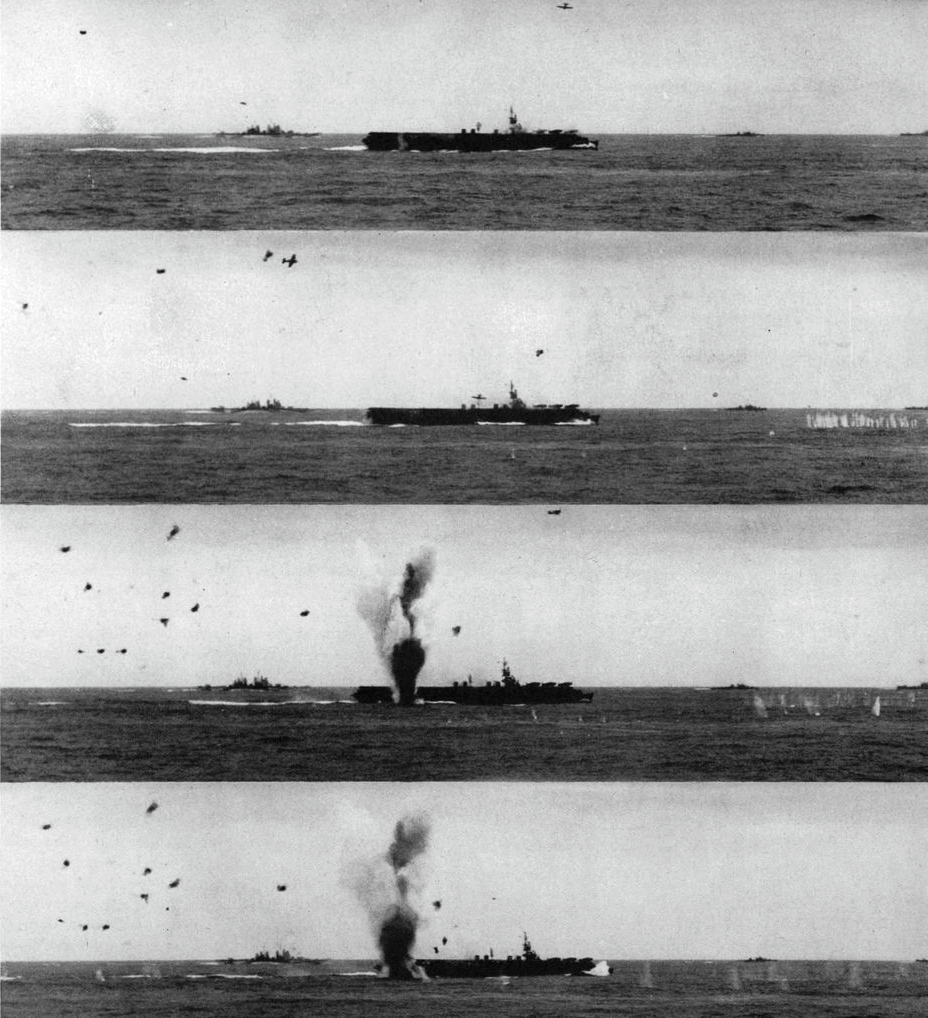
特攻機の攻撃に晒される(1945年4月6日)

修理を終えた「ベロー・ウッド」は1945年1月20日にサンフランシスコ湾を出港し、2月7日にウルシー泊地でマーク・ミッチャー中将が率いる第58任務部隊に合流する。第58.1任務群（指揮官ジョゼフ・J・クラーク少将）に所属して、ジャンボリー作戦にともなう硫黄島上陸支援をおこなう。2月15日から3月4日まで関東地方及び南西諸島攻撃に参加した。
さらに第5艦隊（レイモンド・スプルーアンス大将）の日本本土攻撃（3月17日 - 5月26日）、第3艦隊による攻撃（5月27日 - 6月11日）にも参加している。第31航空団をレイテ島で乗艦（6月13日 - 7月1日）させた後、再び第3艦隊に加わり、第38.1任務群（トーマス・スプレイグ少将）に属して最終の日本本土攻撃（7月10日 - 8月15日）を行っている。この日本本土攻撃で、「ベロー・ウッド」の艦載機は旭川や熊谷などの飛行場攻撃を行ったほか、一部の戦闘機は7月14日の釜石艦砲射撃の直掩を行った。太平洋戦争で最後に撃墜された日本海軍機は、艦上爆撃機彗星であり、これは「ベロー・ウッド」に配備されたVF-31所属のF6Fによるものである。
1945年9月2日、戦艦「ミズーリ (USS Missouri, BB-63) 」でおこなわれた日本の降伏調印式において、「ベロー・ウッド」は艦上機を東京湾上空で飛行させた。その後10月13日まで日本海域に留まり、10月28日に真珠湾に到着する。3日後、1,248名の復員兵を乗せサンディエゴへ向かう。「ベロー・ウッド」はそのままマジック・カーペット作戦に従事し、1946年1月31日までグアムとサイパンからサンディエゴに復員兵を帰還させた。1947年にサンフランシスコの様々なドックでモスボール処理され、1947年1月13日にアラメダ市のアラメダ海軍飛行場で予備役として係留された。その後1953年9月5日に相互防衛援助計画の下のフランスに移管されるまで同所に保管された。
「ベロー・ウッド」は第二次世界大戦の戦功で大統領部隊感状を与えられた空母のうちの一隻であり、12の従軍星章を受章した。

### フランス空母「ボア・ベロー」として
1953年9月5日、大統領ドワイト・D・アイゼンハワーの命により、「ベロー・ウッド」は相互防衛援助法の下でフランス海軍に移管。ベロー・ウッドの原語である「ボア・ベロー (Bois Belleau, R97) 」の艦名が付けられ、艦隊航空隊で運用されることになった。
当時のフランスは第一次インドシナ戦争のただ中にあり、仏領インドシナ沖で活動する海軍航空隊と空母機動部隊を支援するため、追加の空母を欲していた。しかしフランス側が新空母の乗組員の確保に手間取ったため、艦の引き渡しは12月にずれ込んだ。さらに再就役時にボイラーに問題があることが発覚し、フランス到着後に修理を受けた。
「ボア・ベロー」は「アローマンシュ」とともにトゥーロンのフランス海軍基地を出撃し、1954年4月30日にインドシナ海域に到着した。飛行甲板から発進する艦上機やヘリコプターの映像が残っている。ディエンビエンフーの戦いは終盤に入っていたが、フランスの空母群はトンキン湾で活動しており、インドシナ半島西部のディエンビエンフーに効果的な航空支援を行えず、5月7日にフランス守備隊が降伏して戦いは終わった。ジュネーヴ協定締結後も「ボア・ベロー」は1955年11月までこの海域で活動した。本艦も難民の移送に従事した。
その後、スエズ動乱、アルジェリア戦争にも参加した。1960年にクレマンソー級が就役するまでフランス空母部隊の中核を務めた。
1960年9月、フィラデルフィア海軍造船所においてアメリカ側に返還された。1960年10月1日に除籍され、11月21日にスクラップとして売却された。